# بيدرو مارتينيز
بيدرو مارتينيز (بالإسبانية: Pedro Martínez) (و. 1971 – م) هو لاعب كرة قاعدة، من جمهورية الدومينيكان.

## جوائز
حصل على جوائز منها:
- Cy Young Award [الإنجليزية]‏ (1997، 1999 و 2000).

## روابط خارجية
- بيدرو مارتينيز على موقع دوري كرة القاعدة الرئيسي (الإنجليزية)
- بيدرو مارتينيز على موقعبيزبول رفرنس.كوم (الدوري الرئيسي) (الإنجليزية)
- بيدرو مارتينيز على موقعبيزبول رفرنس.كوم (الدوري الثانوي) (الإنجليزية)
- بيدرو مارتينيز على موقع جمعية أبحاث البيسبول الأمريكية (الإنجليزية)
- بيدرو مارتينيز على موقع إي إس بي إن.كوم (أم.أل.بي) (الإنجليزية)
- بيدرو مارتينيز على موقع مشجعي الرسوم البيانية (الإنجليزية)
- بيدرو مارتينيز على موقع قاعة مشاهير كرة القاعدة (الإنجليزية)